# رافائيل أوردانيتا
رافائيل خوسيه أوردانيتا فارياس (بالإسبانية: Rafael Urdaneta)‏ عسكري وسياسي فنزويلي، 	وُلد في ماراكايبو في 24 أكتوبر 1788. يُعد زعيم استقلال فنزويلا، وآخر رؤساء كولومبيا الكبرى في الفترة من 4 سبتمبر 1830 حتى 2 مايو1831. وتُوفي باريس، فرنسا في 23 أغسطس 1845.